# 蘇小小 (香港)
蘇小小（英文：Zoe So，1996年9月30日—），前名蘇麗華、蘇宜，香港女模特兒、花店店主、Dj及紋身師。

## 演出

### 電視節目（ViuTV）
- 2020年：《埋嚟睇 埋嚟玩》天氣女郎
- 2021年：《ERROR自肥企画》第7、14集嘉賓
- 2021年：《海陸勁技場》參賽者

## 外部連結
- 蘇小小的Instagram帳戶
- 蘇小小的Facebook專頁